# قراچه
قراچه به گویش کوهسرخی: قَرچَ نام روستایی تاریخی از توابع بخش بررود شهرستان کوهسرخ در استان خراسان رضوی است. این روستا در دهستان بررود قرار دارد و بر اساس سرشماری سال ۱۳۸۵ جمعیت آن ۵۹۰ نفر (۱۸۰ خانوار) بوده است.

## آثار تاریخی
- گورستان گبرا یا تپه گبرا مربوط به سده‌های میانی اسلامی[۲]

## نگارخانه

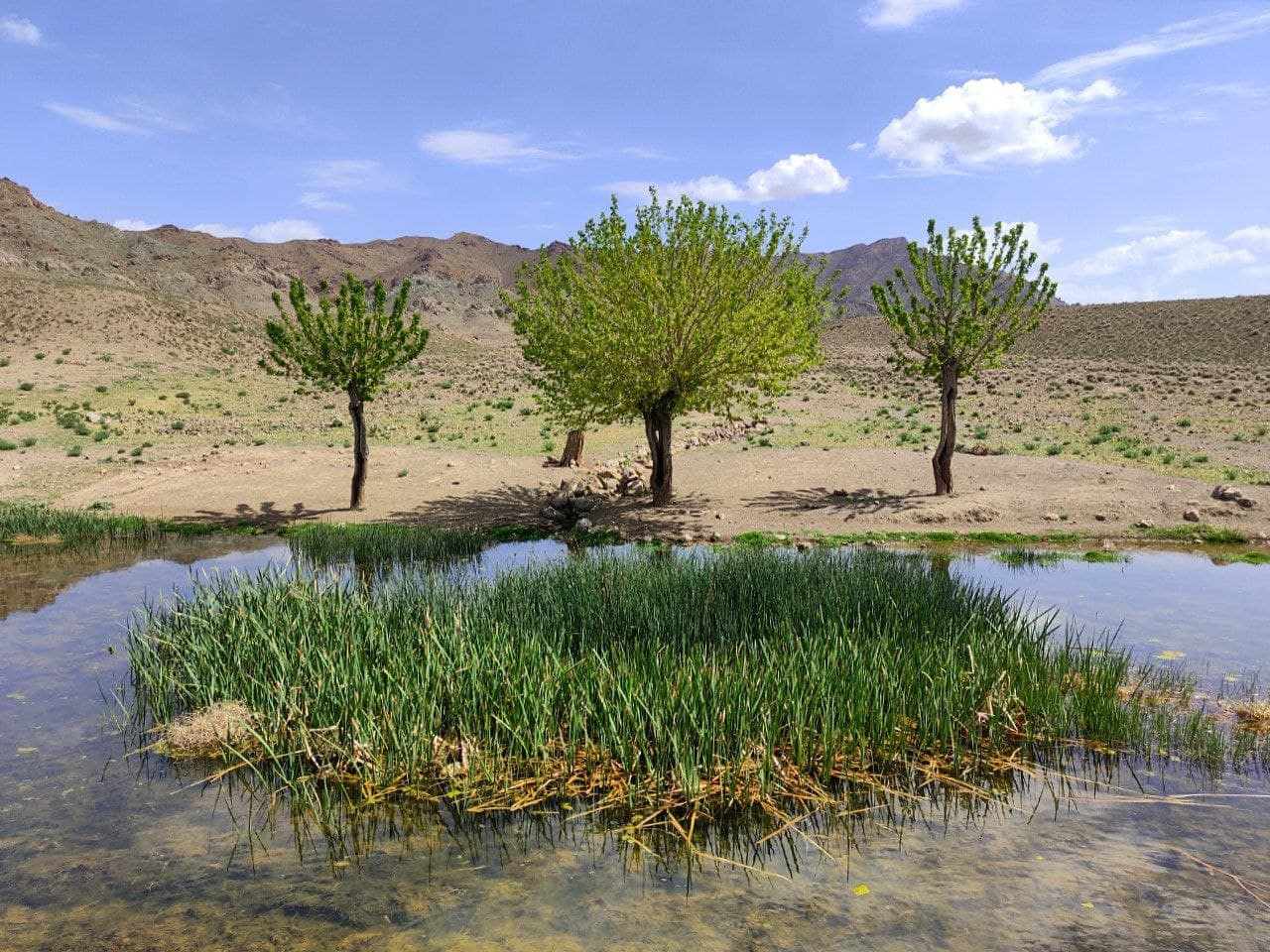
قنات نادری روستای قراچه

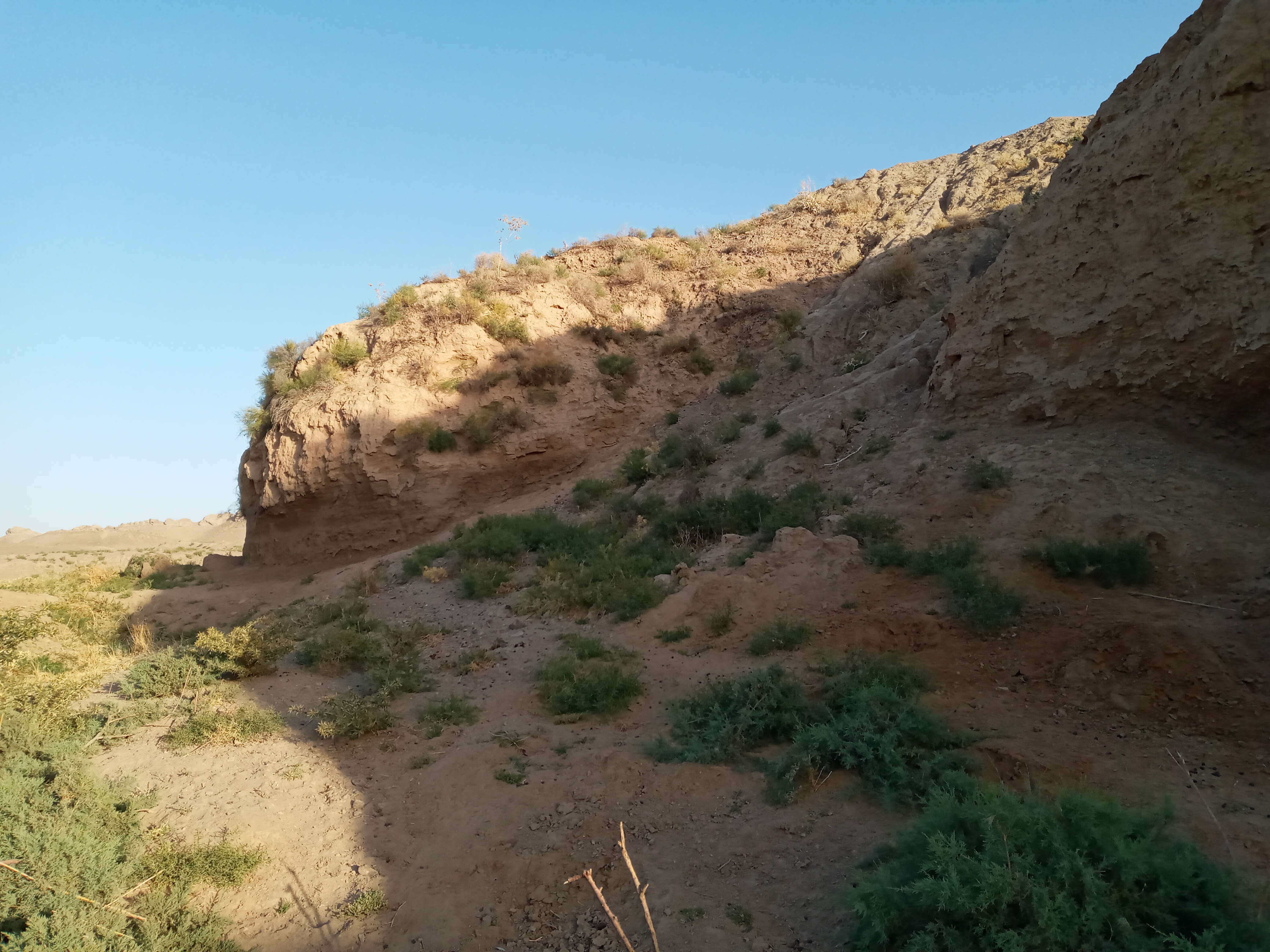
تپه گبرا
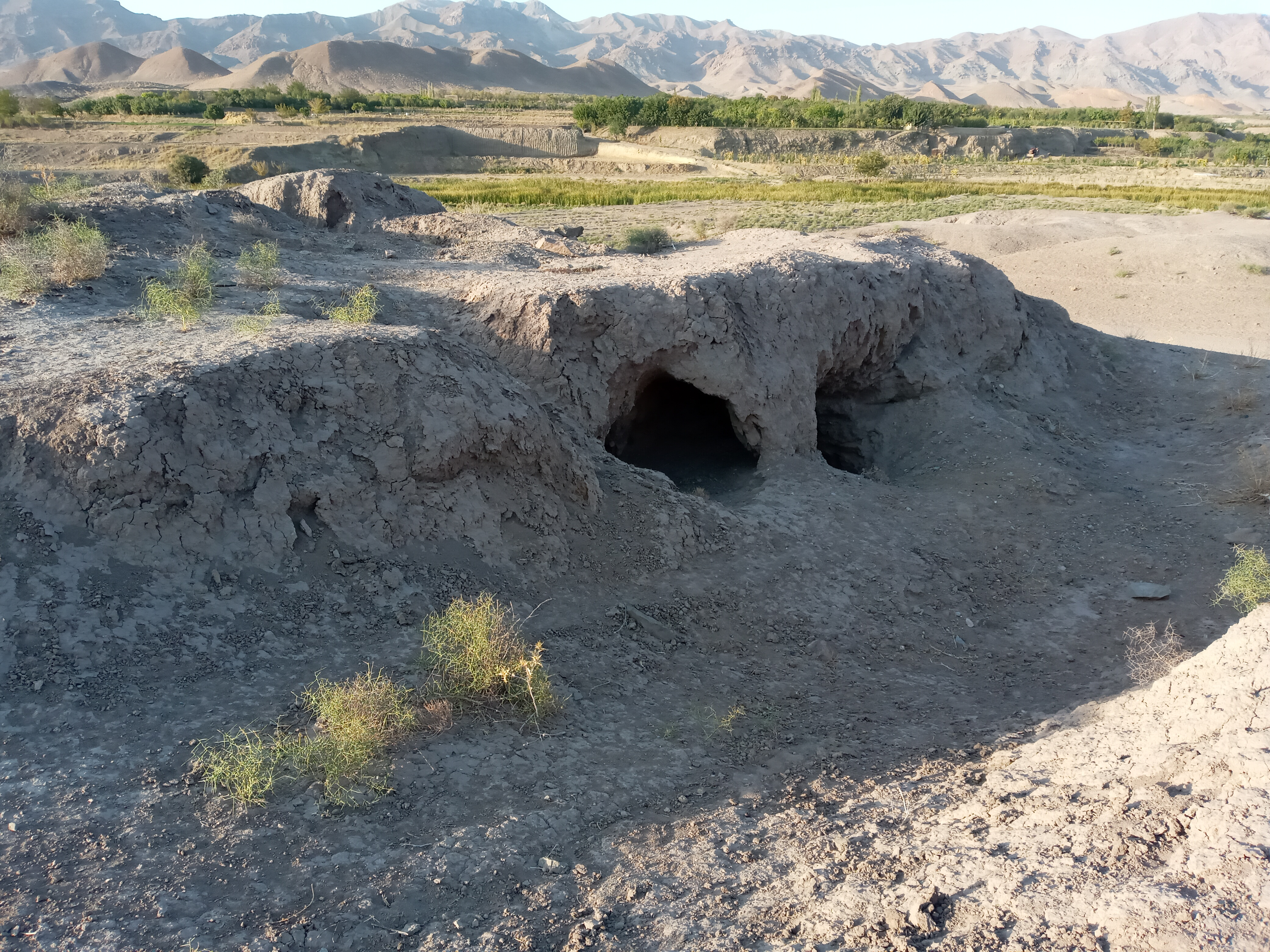
تپه گبرا
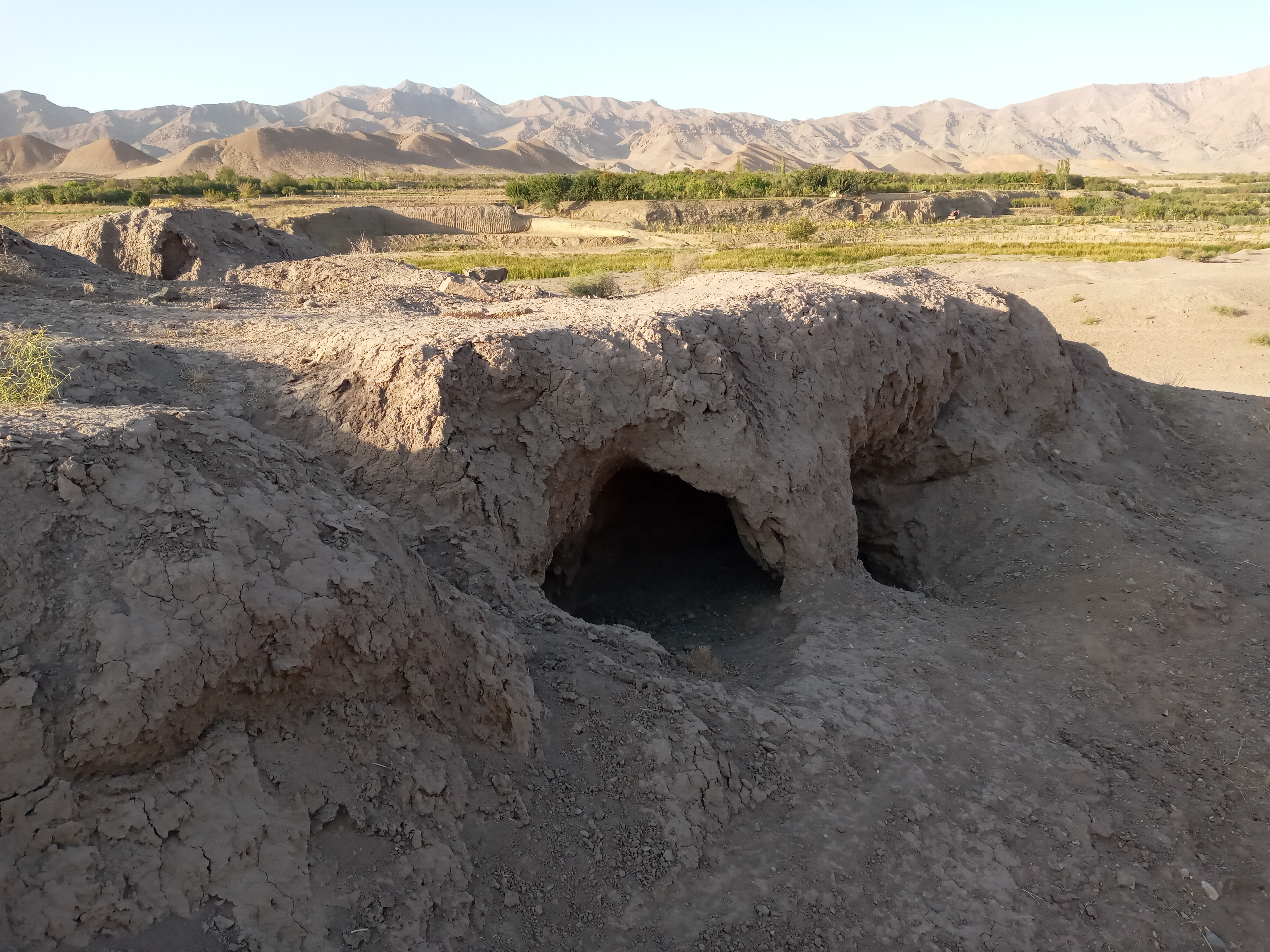
تپه گبرا
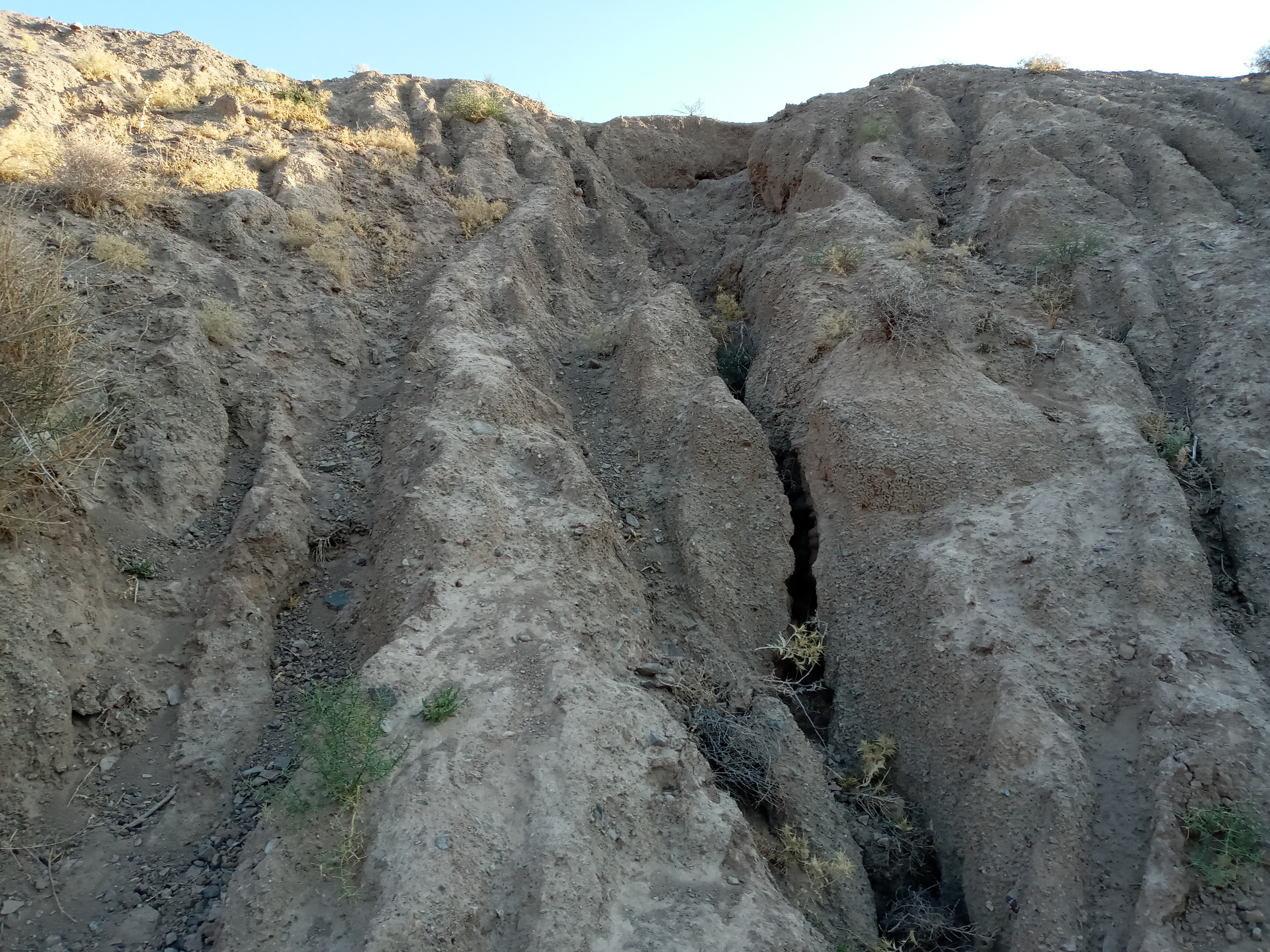
تپه گبرا
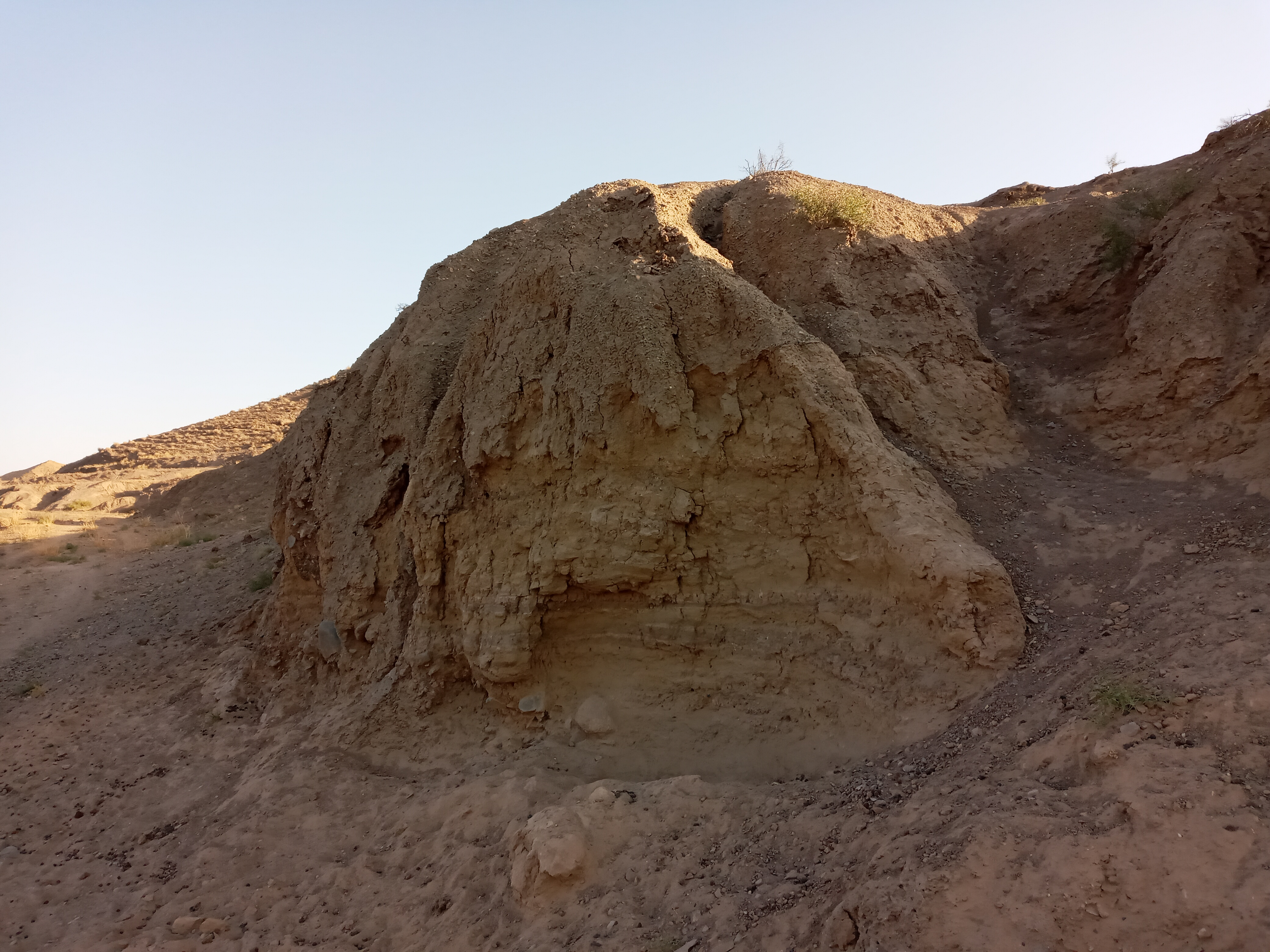
تپه گبرا
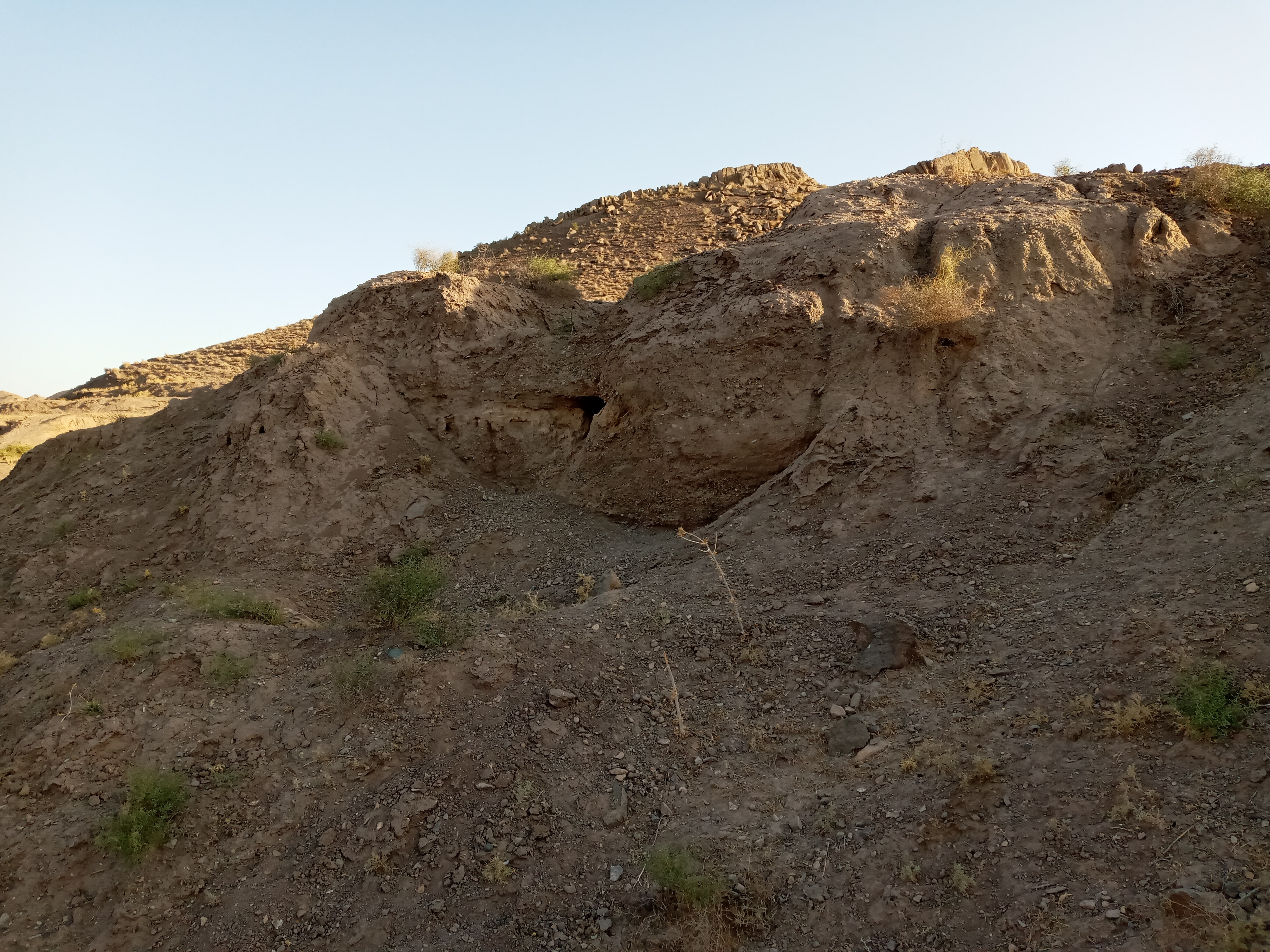
تپه گبرا
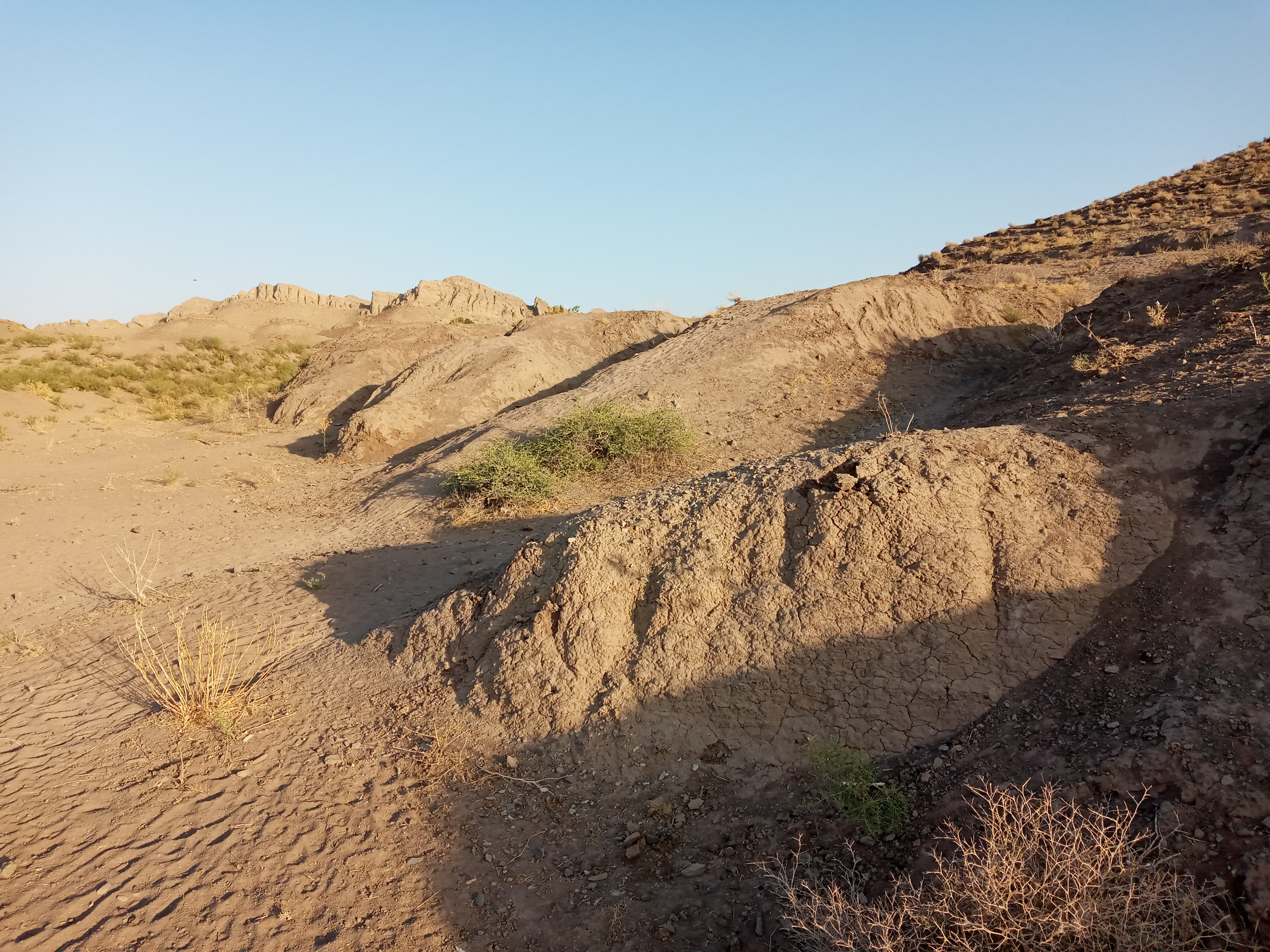
تپه گبرا
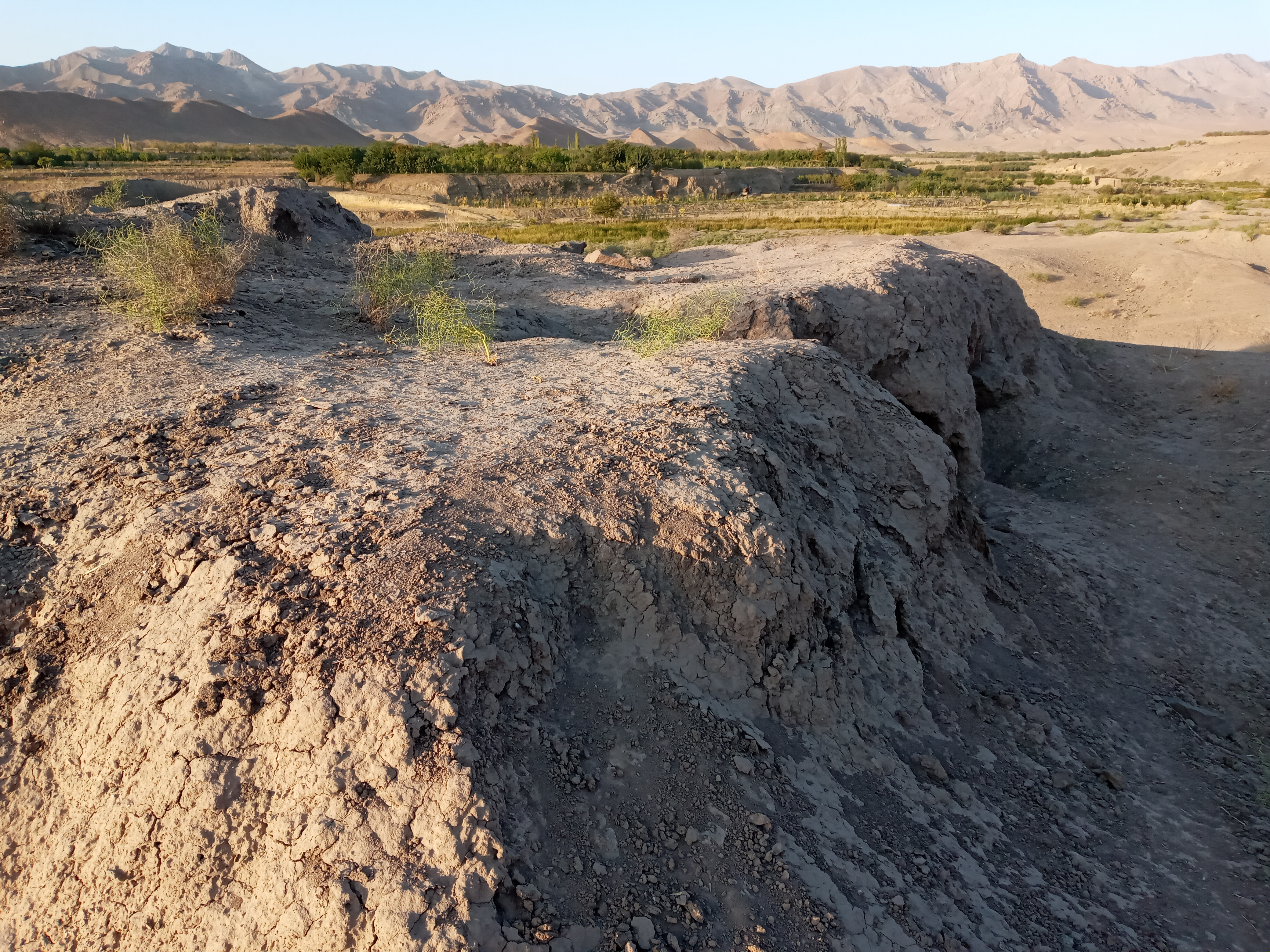
تپه گبرا